# Eskimåpaddling
Eskimåpaddling är en tillbaka-till-rötterna-trend inom kajakpaddling som etablerades under början av 2000-talet. Syftet var att närma sig eskimåernas utrustning som den traditionellt sett ut när på kring Grönland. De lämnade moderna plastkajaker och paddlar för att bygga eller köpa små låga eskimåkajaker, och använde tuiliq i stället för paddeljacka och kapell. 